# Frédéric Ferdinand d'Autriche-Teschen
Frédéric Ferdinand Léopold de Habsbourg-Lorraine, archiduc d'Autriche (Friedrich Ferdinand Leopold von Habsburg-Lothringen, Erzherzog von Österreich), né à Vienne le 14 mai 1821 et mort le 5 octobre 1847 à Venise, est un archiduc de la Maison de Habsbourg-Lorraine de la branche de Teschen.

## Biographie
Troisième fils de l'archiduc Charles-Louis d'Autriche, le héros de la bataille d'Aspern, et de l'archiduchesse, née princesse Henriette de Nassau-Weilbourg, cousin germain de l'empereur d’Autriche Ferdinand Ier, il est le frère cadet du très conservateur archiduc Albert, duc de Teschen et de la reine Marie-Thérèse des Deux-Siciles.
L'archiduc Frédéric-Ferdinand perd sa mère en 1829. Bien que protestante, l'archiduchesse défunte est inhumée sur l'ordre de son beau-frère l'empereur dans la crypte des capucins. En 1837, sa sœur Marie-Thérèse épouse le roi Ferdinand II des Deux-Siciles : l'archiduc Frédéric sera le parrain de leur fils, le prince Gaétan de Bourbon-Siciles.
Selon l'un de ses précepteurs, l'archiduc aurait de lui-même décidé d'entrer dans la marine impériale dès l'âge de 14 ans. Probablement encouragé par son père, il rejoint cette dernière à l'âge de 16 ans et effectue sa première croisière de juillet à octobre 1837 à bord de la frégate Medea. Atteint par le typhus au cours du voyage, il passe près de la mort à Venise au cours de l'hiver suivant, mais se rétablit suffisamment pour s'embarquer à nouveau au cours de l'été 1838.
Nommé au commandement d'une frégate en 1840, il se distingue au cours de la campagne anglo-autrichienne menée dans le Levant dans le cadre de la deuxième guerre égypto-ottomane. En 1844, il est nommé vice-amiral et Oberkommandant de la marine.
Il perd son père en avril 1847 et meurt de jaunisse à Venise quelques mois plus tard à l'âge de 26 ans.
Un navire de la marine impériale autrichienne porte son nom, le SMS Erzherzog Friedrich, et s'illustre à la bataille de Lissa (1866). En 1856, son frère l'archiduc Charles-Ferdinand prénommera son fils, héritier de la branche de Teschen, Frédéric.

## Honneurs
L'archiduc Frédéric Ferdinand est :
- 942e Chevalier de l'ordre de la Toison d'or d'Autriche (1838).
- Chevalier de l'ordre militaire de Marie-Thérèse (Empire d'Autriche, 1840).
- Chevalier de l'ordre de Saint-Hubert (Bavière) (1844).
- Grand-croix de l'ordre de Louis Ier de Hesse.
- Grand-croix de l'ordre de Saint-Grégoire-le-Grand (Vatican).
- Bailli Grand-croix d'honneur et de dévotion de l'ordre souverain de Malte.
- Grand-croix de l'ordre du Lion néerlandais (Pays-Bas).
- Grand-croix de l'ordre de la Tour et de l'Épée (Portugal).
- Pour le Mérite avec feuilles de chêne (Prusse, 1840).
- Chevalier de l'ordre de l'Aigle noir (Prusse, 1844).
- Grand-croix de l'ordre de Saint-Ferdinand et du Mérite (Deux-Siciles).
- Grand-croix honoraire de l'ordre du Bain (Royaume-Uni, 1842).
- Chevalier de l'ordre de Saint-André (Empire russe).
- Chevalier de l'ordre de Saint-Alexandre Nevski (Empire russe).
- Chevalier de l'ordre de l'Aigle blanc (Empire russe).
- Chevalier 1re classe de l'ordre de Sainte-Anne (Empire russe).
- Chevalier de 4e classe de l'ordre impérial et militaire de Saint-Georges (Empire russe).